# آشوانی‌رارو
آشوانی‌رارو (به مجاری:  Ásványráró) روستایی در مجارستان است که در دیور-موشون-شوپرون واقع شده‌است.

## خصوصیات
آشوانی‌رارو ۳۹٫۱۷ کیلومترمربع مساحت و ۱٬۹۱۴ نفر جمعیت دارد.